# Puzur-Sin z Gutium
Puzur-Sin (akad. Puzur-Sîn, tłum. „Ochroną jest bóg Sin”) – władca gutejski, syn i następca Habluma, który według Sumeryjskiej listy królów miał rządzić Sumerem przez 7 lat.